# Rudolf Breilmann
Rudolf Breilmann (* 16. Juni 1929; † 20. Januar 2018 in Münster) war ein deutscher Bildhauer. Zahlreiche seiner Bronzeskulpturen sind in Münster und dem Münsterland im öffentlichen Raum aufgestellt.

## Leben

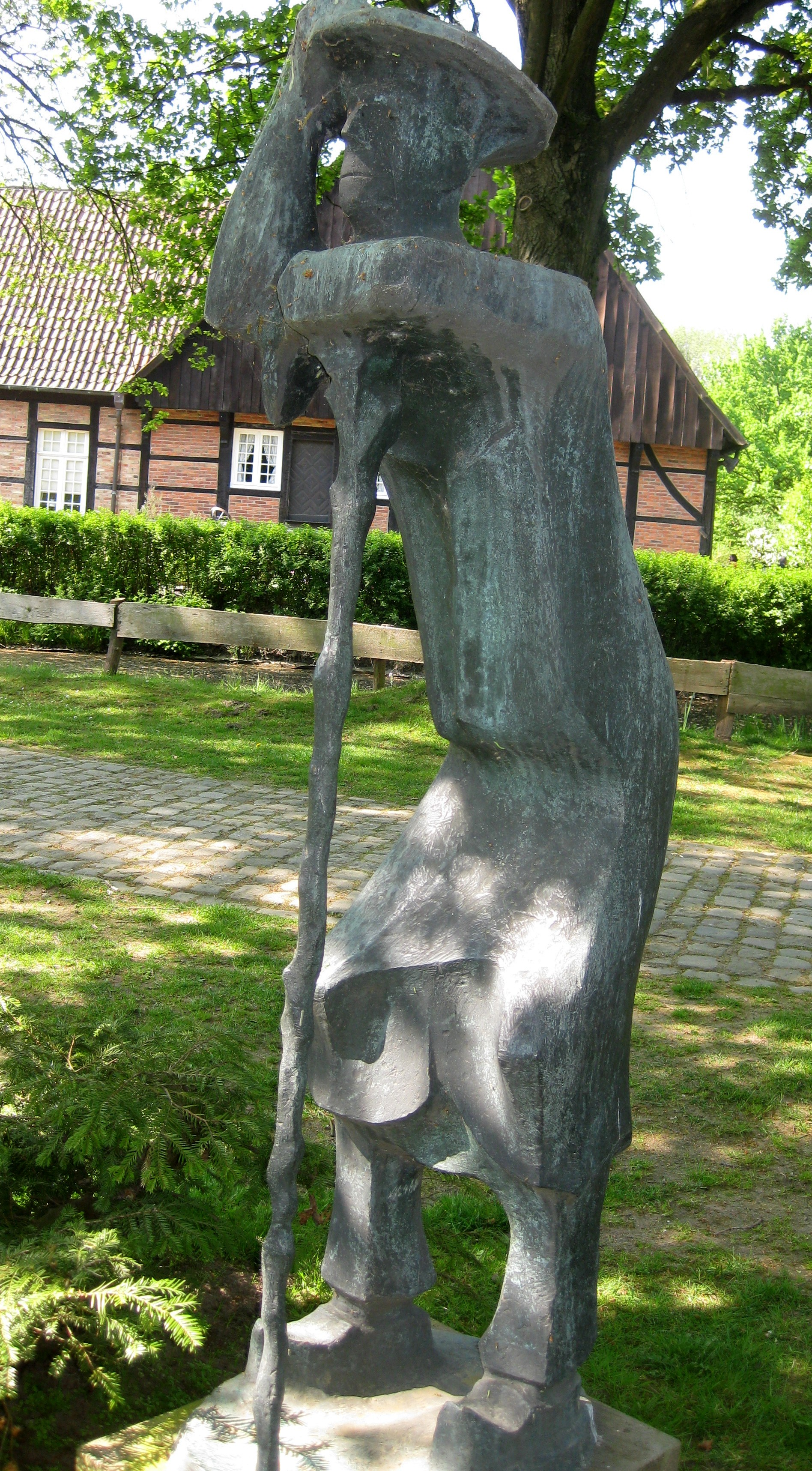
Spökenkieker, Museum Mühlenhof in Münster (1970)

Nach dem Abitur am Gymnasium Paulinum in Münster 1949 absolvierte Breilmann eine Steinmetzlehre, anschließend studierte er Architektur in Darmstadt. Seine künstlerische Ausbildung erhielt er unter anderem an der Landeskunstschule in Hamburg bei Edwin Scharff, der ihn maßgeblich beeinflusste. Seine Werke zeichneten sich durch klare Formen und eine auf das Wesentliche reduzierte Gestaltung aus.
Seit 1970 wohnte Breilmann in Roxel.
Das Heimathaus Münsterland (heute Museum Religio) in Telgte widmete Breilmann 2010 eine große Retrospektive. 2016 zeigte das Museum Mühlenhof eine Ausstellung mit 100 seiner Werke. Seinen Nachlass übertrug Breilmann 2013 dem Museum Religio in Telgte. 1700 Entwürfe, Skizzen und Skulpturen wurden in der Folgezeit übergeben. Das von Breilmanns Frau Renate gepflegte Werkverzeichnis umfasst etwa 500 Arbeiten.

## Werke (Auswahl)
- Paulus an der Außenfassade des Gymnasiums Paulinum in Münster
- Friedenstaube an der Rückseite des Historischen Rathauses in Münster
- Pforte der Martinikirche in Münster
- Vier Figuren (Hl. Georg, Erzengel Michael, Karl der Große, hl. Liudger) aus Baumberger Sandstein am Paradiesportal des St. Paulus-Domes in Münster (1964)[4]
- Spökenkieker im Museum Mühlenhof in Münster (1970)
- Nikolaus im Kiepenkerlviertel in Münster
- Nepomuk an der Aabrücke am Bispinghof in Münster
- Johann Conrad Schlaun in Nottuln
- Haydn am Gymnasium in Senden
- Dasbach-Brunnen in Trier, Glockenstraße
- Tanzendes Paar in Hameln (1984)[5]